# Sommerach
Sommerach är en kommun och ort i Landkreis Kitzingen i Regierungsbezirk Unterfranken i förbundslandet Bayern i Tyskland.
Kommunen ingår i kommunalförbundet Volkach tillsammans med staden Volkach och kommunen Nordheim am Main.